# Капитан Корели
„Капитан Корели“ (на английски: Captain Corelli's Mandolin) е военен филм от 2001 г. на режисьора Джон Мадън, базиран на едноименния роман от 1994 г., написан от Луис де Берниер. Главните роли се изпълняват от Никълъс Кейдж и Пенелопе Круз.